# Triplita

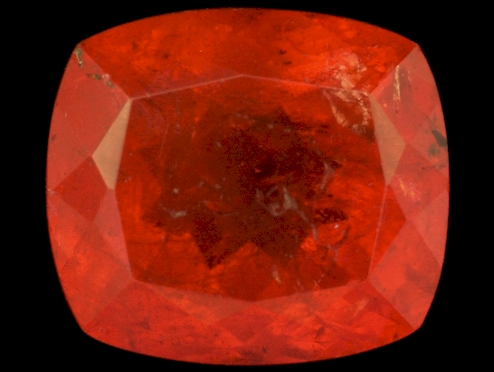
Triplita tallada

La triplita és un mineral de la classe dels fosfats que pertany i dona nom al grup triplita de minerals. Va ser descoberta l'any 1813 a Rasès, a la regió de Llemosí (França). Rep el seu nom del grec triplois (triple), al·ludint a la seva macla.

## Característiques
La triplita és un fosfat de ferro i manganès amb anions de fluor i/o grup hidroxil. A més dels elements de la seva fórmula, Mn2+
2(PO₄)F, que va ser redefinida el 2019, sol portar com a impuresa escandi. Cristal·litza en el sistema ortoròmbic formant cristalls prismàtics, tot i que també és comú trobar-la de manera massiva a nodular. Forma una sèrie de solució sòlida amb la zwieselita, de la qual és l'anàleg amb manganès.
Segons la classificació de Nickel-Strunz, la triplita pertany a «08.BA: Fosfats, etc. amb anions addicionals, sense H₂O, només amb cations de mida mitjana, (OH, etc.):RO₄ sobre 1:1» juntament amb els següents minerals: ambligonita, montebrasita, tavorita, zwieselita, sarkinita, triploidita, wagnerita, wolfeïta, stanĕkita, joosteïta, hidroxilwagnerita, arsenowagnerita, holtedahlita, satterlyita, althausita, adamita, eveïta, libethenita, olivenita, zincolibethenita, zincolivenita, auriacusita, paradamita, tarbuttita, barbosalita, hentschelita, latzulita, scorzalita, wilhelmkleinita, trol·leïta, namibita, fosfoel·lenbergerita, urusovita, theoparacelsita, turanita, stoiberita, fingerita, averievita, lipscombita, richel·lita i zinclipscombita.

## Formació i jaciments
Apareix com a mineral fosfat primari o com a secundari reemplaçant a altres més primerencs, normalment a la litiofilita, en roques pegmatites de tipus granit. També es forma en filons d'estany amb fosfats hidrotermals, d'alta temperatura. Sol trobar-se associada a altres minerals com: triploidita, wolfeita, trifilita, litiofilita, fosfosiderita, vivianita, apatita, turmalina, esfalerita, pirita o quars.

## Varietats
Es coneixen dues varietats de triplita:
- La metatriplita, en realitat una triplita alterada.[5]
- La talktriplita, una varietat amb magnesi.[6]

## Grup triplita
El grup triplita al qual pertany i dona nom està integrat per dues espècies minerals.
| Espècie    | Fórmula      |
| ---------- | ------------ |
| Triplita   | Mn2+ 2(PO₄)F |
| Zwieselita | Fe2+ 2(PO₄)F |